# A FORLORN HOPE
『A FORLORN HOPE』（ア・フォーローン・ホープ）は、日本のバンドBRAHMANの2枚目のアルバムである。2001年6月27日発売。発売元はトイズファクトリー。

## 概要
- メジャーレーベルとしては初となるアルバム
- タイトルは「決死隊」という意味。
- 先行シングルである「DEEP」「ARRIVAL TIME」は新たに再録されたバージョンとなっている。

## 収録曲
1. FOR ONE'S LIFE(1:52)
作詞：TOSHI-LOW、作曲・編曲：BRAHMAN
全英語詞
2. BASIS(3:31)
作詞：TOSHI-LOW、作曲・編曲：BRAHMAN
3. SHADOW PLAY(2:47)
作詞：TOSHI-LOW、作曲・編曲：BRAHMAN
4. LAST WAR(3:19)
作詞：TOSHI-LOW、作曲・編曲：BRAHMAN
5. DEEP(2:02)
作詞：TOSHI-LOW、作曲・編曲：BRAHMAN
1stシングル。全英語詞。シングル版よりチューニングが半音下がっている。
6. Z(3:16)
作詞：TOSHI-LOW、作曲・編曲：BRAHMAN
全英語詞
7. SLIDING WINDOW(1:23)
作曲・編曲：BRAHMAN
インスト
8. BOX(2:23)
作詞：TOSHI-LOW、作曲・編曲：BRAHMAN
全英語詞
9. MIS 16(2:56)
作詞・作曲：P.D.、編曲：BRAHMAN
GRUPO SEMILLAのカバー。スペイン語詞。
10. PLASTIC SMILE(3:01)
作詞：TOSHI-LOW、作曲・編曲：BRAHMAN
全英語詞
11. ARRIVAL TIME(3:30)
作詞：TOSHI-LOW、作曲・編曲：BRAHMAN
1stシングル
12. BED SPACE REQUIEM(3:10)
作詞：TOSHI-LOW、作曲・編曲：BRAHMAN
全英語詞

## ゲストコーラス
- BEAT CRUSADERS (#4)
- 白川貴善 (BACK DROP BOMB) (#6)
- 横山健 (Hi-STANDARD) (#8)
- LOW IQ 01 (#9)
- ヒダカトオル (BEAT CRUSADERS) (#10)
- DJ OG, RYUJI & TAKASHI (#11)